# Championnat du Brésil de football de deuxième division 2005
Navigation
Serie B 2004 Serie B 2006
La saison 2005 de Série B est la vingt-cinquième édition du championnat du Brésil de football de deuxième division, qui constitue le deuxième échelon national du football brésilien. 

## Compétition
Cette année 22 équipes participent au championnat, en fin de saison les deux premiers sont promus en  championnat du Brésil 2006.
Au premier tour les 22 équipes se rencontrent une seule fois dans une poule unique, les six derniers sont relégués en Serie C, les huit premiers se qualifient pour le deuxième tour où ils sont répartis dans deux groupes. Les deux premiers de groupe se qualifient pour le tour final, un groupe de quatre équipes qui se rencontrent deux fois. Le premier est déclaré champion de Serie B et est promu en Serie A avec le vice-champion.

### Premier tour
| Rang | Équipe               | Pts | J  | G  | N | P  | Bp | Bc | Diff |
| ---- | -------------------- | --- | -- | -- | - | -- | -- | -- | ---- |
| 1    | Santa Cruz (Recife)  | 41  | 21 | 12 | 5 | 4  | 32 | 21 | +11  |
| 2    | Marília              | 35  | 21 | 11 | 2 | 8  | 38 | 28 | +10  |
| 3    | Guarani R            | 35  | 21 | 10 | 5 | 6  | 30 | 23 | +7   |
| 4    | Grêmio R             | 35  | 21 | 9  | 8 | 4  | 32 | 26 | +6   |
| 5    | Santo André          | 34  | 21 | 10 | 4 | 7  | 34 | 25 | +9   |
| 6    | Portuguesa           | 34  | 21 | 10 | 4 | 7  | 35 | 27 | +8   |
| 7    | Clube Náutico        | 33  | 21 | 10 | 3 | 8  | 35 | 34 | +1   |
| 8    | Avaí                 | 32  | 21 | 10 | 2 | 9  | 34 | 28 | +6   |
| 9    | Vila Nova            | 32  | 21 | 10 | 2 | 9  | 28 | 29 | -1   |
| 10   | Ituano               | 31  | 21 | 9  | 4 | 8  | 33 | 26 | +7   |
| 11   | Ceará                | 29  | 21 | 8  | 5 | 8  | 27 | 22 | +5   |
| 12   | CRB                  | 29  | 21 | 8  | 5 | 8  | 27 | 22 | +5   |
| 13   | SE Gama P            | 28  | 21 | 8  | 4 | 9  | 28 | 33 | -5   |
| 14   | São Raimundo         | 28  | 21 | 8  | 4 | 9  | 22 | 28 | -6   |
| 15   | Paulista             | 28  | 21 | 7  | 7 | 7  | 39 | 35 | +4   |
| 16   | Sport Club do Recife | 27  | 21 | 8  | 3 | 10 | 29 | 32 | -3   |
| 17   | EC Vitória R         | 27  | 21 | 7  | 6 | 8  | 35 | 35 | 0    |
| 18   | Bahia                | 25  | 21 | 7  | 4 | 10 | 28 | 33 | -5   |
| 19   | Anapolina            | 25  | 21 | 7  | 4 | 10 | 25 | 31 | -6   |
| 20   | Barbarense P         | 24  | 21 | 6  | 6 | 9  | 20 | 24 | -4   |
| 21   | Criciúma R           | 19  | 21 | 6  | 1 | 14 | 24 | 45 | -21  |
| 22   | Caxias do Sul        | 16  | 21 | 4  | 4 | 13 | 19 | 33 | -14  |

| Légende : Qualifications et relégation | Légende : Qualifications et relégation      |
| -------------------------------------- | ------------------------------------------- |
|                                        | Qualification deuxième tour                 |
|                                        | Relégation en Série C                       |
|                                        | R : Relégué de Série A P : Promu de Série C |

### Deuxième tour
Les équipes jouent en match aller et retour.
| Rang | Équipe              | Pts | J | G | N | P | Bp | Bc | Diff |
| ---- | ------------------- | --- | - | - | - | - | -- | -- | ---- |
| 1    | Santa Cruz (Recife) | 13  | 6 | 4 | 1 | 1 | 13 | 5  | +8   |
| 2    | Grêmio              | 12  | 6 | 4 | 0 | 2 | 8  | 4  | +4   |
| 3    | Santo André         | 10  | 6 | 3 | 1 | 2 | 7  | 5  | +2   |
| 4    | Avaí                | 0   | 6 | 0 | 0 | 6 | 1  | 17 | -16  |

| Rang | Équipe        | Pts | J | G | N | P | Bp | Bc | Diff |
| ---- | ------------- | --- | - | - | - | - | -- | -- | ---- |
| 1    | Clube Náutico | 13  | 6 | 4 | 1 | 1 | 8  | 5  | +3   |
| 2    | Portuguesa    | 10  | 6 | 3 | 1 | 2 | 7  | 6  | +1   |
| 3    | Marília       | 9   | 6 | 3 | 0 | 3 | 10 | 13 | -3   |
| 4    | Guarani       | 4   | 6 | 1 | 1 | 4 | 6  | 10 | -4   |

### Tour final
| Rang | Équipe              | Pts | J | G | N | P | Bp | Bc | Diff |
| ---- | ------------------- | --- | - | - | - | - | -- | -- | ---- |
| 1    | Grêmio              | 12  | 6 | 3 | 3 | 0 | 8  | 4  | +4   |
| 2    | Santa Cruz (Recife) | 10  | 6 | 3 | 1 | 2 | 7  | 8  | -1   |
| 3    | Clube Náutico       | 6   | 6 | 2 | 0 | 4 | 6  | 6  | 0    |
| 4    | Portuguesa          | 5   | 6 | 1 | 2 | 3 | 9  | 12 | -3   |

Grêmio gagne son premier titre de champion de deuxième division et est promu en championnat du Brésil 2006 avec le vice-champion Santa Cruz (Recife).